# Колман Старший
Колман Старший (др.‑ирл. Colmán Már; погиб в 555 или 558) — король Миде (551—555 или 554—558) из династии Южных Уи Нейллов, основатель рода Кланн Холмайн.

## Биография
Согласно средневековым генеалогическим трактатам, Колман был старшим сыном правителя Миде и верховного короля Ирландии Диармайта мак Кербайлла и Этне (или Эрк), дочери коннахтца Бренайнна Далла. Его младшими единокровными братьями были Аэд Слане, Колман Младший и Маэл Дуйн. В то же время, ряд историков придерживается мнения о возможной идентичности Колмана Старшего и Колмана Младшего, предполагая, что у короля Диармайта мог быть только один сын с таким именем.
Исторические источники свидетельствуют, что некоторое время спустя после получения в 544 году титула верховного короля Ирландии Диармайт мак Кербайлл передал престол Миде Колману Старшему. Об этом упоминается как в ирландских анналах, так и в некоторых других текстах (например, в «Лейнстерской книге» и трактате «Laud Synchronisms»). Точная дата этого события не известна. Однако если содержащаяся в «Laud Synchronisms» информация о четырёх годах правления Колмана Старшего в Миде достоверна, то он должен был получить престол этого королевства в 551 или в 554 году.
О правлении Колмана Старшего исторические источники ничего не сообщают. Не известно даже, был ли он самостоятельным правителем, или только соправителем своего отца. В анналах содержится известие о том, что в 555 или 558 году Колман погиб «в своей колеснице» (то есть во время сражения) от руки короля ульстерских круитни Дисблойта уа Трены. Возможно, это убийство было одним из эпизодов борьбы короля Диармайта мак Кербайлла с другими ирландскими правителями, оспаривавшим у него титул верховного короля. Вероятно, после гибели сына верховный король снова сосредоточил в своих руках всю полноту власти в Миде, что подтверждается содержащимися в трактате «Laud Synchronisms» данными о двадцати четырёх годах правления Диармайта в этом королевстве.
Сыновьями Колмана Старшего были Суибне и Фергус, занимавшие престол Миде в конце VI — начале VII веков. Основанный Колманом род, названный в его честь Кланн Холмайн («Дети Колмана»), был одной из двух наиболее влиятельных династий Южных Уи Нейллов. Почти все правители Миде, а также многие верховные короли Ирландии были потомками Колмана Старшего.